# أوسكار أليغرا
أوسكار أليغرا (بالإسبانية: Óscar Alegre)‏ (6 مارس 1986 في الأرجنتين - ) هو لاعب كرة قدم أرجنتيني في مركز الهجوم. لعب مع سانتوس دي جوابيلز ‏.

## وصلات خارجية
- أوسكار أليغرا على موقع قاعدة بيانات كرة القدم.إي يو (الإنجليزية)
- أوسكار أليغرا على موقع Soccerway.com (الإنجليزية)